# Етники Етерия
Етники Етерия (на гръцки: Εθνική Εταιρεία, Национално общество) е тайна гръцка националистическа организация, създадена през ноември 1894 година от редица млади офицери, които проповядват мегали идеята. Тяхната цел е да съживят морала на страната и да подготвят освобождаването на гърците, които все още са под управлението на Османската империя.

## Създаване
През август 1894 година офицерите създават първоначално военна лига, която на 12 ноември 1894 година се трансформира в Етники етерия. Статутът на организацията е уреден с три устава.
Първият устав е от деня на основаването и не е известен, вторият устав е от 4 септември 1895 година, а третият е от 5 декември 1896 година. Уставите се намират в архива на генерал Панайотис Данглис. И в двата устава като цел на Етники етерия в член 1 се посочва, че ще работи за:
| „ | Събуждане на националното чувство, защита на интересите на поробените гърци и подготовка за тяхното освобождаване на всяка цена. | “ |

Тайният характер на организацията се уточнява в член 2. Етники етерия е военна организация и нейните членове до октомври 1895 година (тогава е приет за член и генерал Данглис) са само младите офицери, в Етники етерия могат да членуват само професионални военни лица, между които според втория устав могат да членуват и цивилни, но военният компонент остава доминантен докрай и определя дейността на организацията.
През септември 1895 са назначени цивилни, свързани с организацията на Олимпийските игри, включително Димитриос Викелас, макар той да твърди, че дава приятелски натиск, играейки само финансова роля и после бързо се отказва от нея. През 1896 година Етники етерия организира гръцко четническо движение в Македония, с цел засилването на гръцките претенции към областта.
Популизмът на Етники етерия се смята за отговорен за избухването на Гръцко-турската война от 1897. След загубата на Гърция във войната Етерията е разпусната под натиска на министър-председателя на Гърция Георгиос Теотокис.
Официалното разпускане е на 1 декември 1900 година.